# Scassaquindici
Scassaquindici è un gioco da osteria simile alla morra, con la sostanziale differenza che tra i due giocatori vince colui che totalizza, conteggiando il numero delle dita di una mano di ciascuno, stese contemporaneamente e accompagnate spesso dalla dichiarazione del numero delle stesse a voce possibilmente alta e con fare di sfida, in due o più riprese, quindici punti; c'è uno dei contendenti che inizia il gioco e detta i tempi.
Se si totalizza più di quindici, allora vince l'avversario; se di meno, allora il dominio del gioco passa all'altro contendente.
Dal nome del gioco deriva il soprannome, in senso spregiativo, dato dagli svizzeri agli emigranti italiani, vale a dire "Cìnchi" o "Cìncheli", tra Ottocento e Novecento; probabilmente dovuto al fatto che tale gioco fosse molto in voga, ai tempi, tra gli emigranti, e la loro espressione di vittoria al gioco venisse percepita in modo distorto dai parlanti tedesco.